# Les Chroniques de Polly
Pour plus de détails, voir Fiche technique et Distribution.
Les Chroniques de Polly (titre original : Polly Adler – Eine Frau sieht rosa) est un téléfilm autrichien réalisé par Peter Ily Huemer (de) diffusé pour la première fois en 2005.
Il s'inspire des chroniques de la journaliste fictive Polly Adler, incarnée par Angelika Hager (de). Le téléfilm précède la série télévisée diffusée à partir de 2008.

## Synopsis
Polly Adler a un mari architecte qui souhaite obtenir le divorce parce qu'il est tombé amoureux d'une cliente, et ils ont une fille qui est devenue une adolescente en pleine crise. Après avoir exposé un scandale politique, elle apparaît en public comme une femme confiante et prospère, tout en luttant avec ses problèmes dans la vie privée.
Polly Adler découvre l'homosexualité d'un membre du gouvernement conservateur et réussit à le persuader de le révéler dans le magazine de Polly.

## Fiche technique
- Titre : Les Chroniques de Polly
- Titre original : Polly Adler – Eine Frau sieht rosa
- Réalisation : Peter Ily Huemer (de)
- Scénario : Angelika Hager (de)
- Musique : Yull-Win Mak (de)
- Costumes : Theresa Pultar
- Photographie : Hermann Dunzendorfer
- Son : Max Vornehm
- Production : Konstantin Seitz (de)
- Société de production : Cult-Film, TeamWorx (de), Österreichischer Rundfunk
- Société de distribution : Österreichischer Rundfunk
- Pays d'origine :  Autriche
- Langue : allemand
- Format : Couleur - 1,78:1 - Dolby Digital
- Genre : Comédie
- Durée : 96 minutes
- Dates de première diffusion :
  - Autriche : 29 décembre 2005 sur ORF 1.
  - France : 12 septembre 2007.

## Distribution
- Petra Morzé (de) : Polly Adler
- Roland Koch : Max Adler
- Coco Huemer : Resi Adler
- Wolfgang Böck : Anatol Grünberg
- August Schmölzer (de) : Le ministre de la Famille
- Michou Friesz (de) : L'épouse du ministre
- Florian Teichtmeister : Lo(hengrin)
- Andrea Händler : Gerti
- Nina Blum : Katja Sturm
- Florentine Lahme : Gabrielle

## Source de traduction
- (de) Cet article est partiellement ou en totalité issu de l’article de Wikipédia en allemand intitulé « Polly Adler – Eine Frau sieht rosa » (voir la liste des auteurs).